# Suta
Suta ist eine Gattung der Schlangen und zählt zur Familie der Giftnattern (Elapidae). Die Erstbeschreibung erfolgte 1961 durch den australischen Herpetologen Eric Worrel.

## Beschreibung
Es handelt sich um relativ kleine bis mittelgroße Schlangen von zumeist kräftigem Körperbau. Die Körperlänge liegt meist zwischen 30 und 50 cm. Suta suta erreicht bis zu 90 cm. Der Kopf ist flach und setzt sich deutlich vom Hals ab. Kopfzeichnungen kommen regelmäßig vor, etwa dunkle Schläfenbänder oder helle Zeichnungen über Sublabialia und Supralabialia. Die Körperschuppen der Oberseite (Scuta dorsalia) sind glatt. Der Körper weist zumeist eine bräunliche, rötliche oder orangebraune Grundfärbung auf. Die Schuppen können dunkel gerandet sein. Einige Arten, etwa Suta fasciata, besitzen zahlreiche dunkle Flecken entlang des Körpers. Die Bauchseite ist hell gefärbt. Der Giftapparat besteht, wie für Giftnattern typisch, aus seitlich des Schädels befindlichen Giftdrüsen (spezialisierte Speicheldrüsen) und im vorderen Oberkiefer befindlichen, unbeweglichen Fangzähnen (proteroglyphe Zahnstellung). Über die Zusammensetzung und Pharmakologie des Giftsekrets der verschiedenen Arten ist relativ wenig bekannt, die Toxizität variiert je nach Art.

## Verbreitung
Die Gattung Suta ist endemisch ist Australien. Die verschiedenen Arten der Gattung besiedeln eine Vielzahl an Biotopen und sind sowohl in feuchten Habitaten als auch in ariden Regionen anzutreffen.

## Lebensweise
Suta-Arten führen eine bodenbewohnende und teils grabende Lebensweise. Je nach Witterung erstreckt sich die Aktivitätsphase hauptsächlich über die Dämmerung und Nacht. Zum Beutespektrum können Echsen (z. B. Skinke, Geckos und Agamen), Blindschlangen, kleine Säugetiere, Froschlurche und die Eier diverser Reptilien zählen. Die Fortpflanzung erfolgt durch Ovoviviparie, also ei-lebendgebärend. Ein Wurf umfasst zumeist weniger als zehn Jungschlangen.

## Systematik
The Reptile Database listet innerhalb der Gattung Suta elf Arten (Stand: Dezember 2022):
- Suta dwyeri (Worrell, 1956), synonym zu Parasuta dwyeri
- Suta fasciata (Rosén, 1905) – Western Australia
- Suta flagellum (McCoy, 1878), synonym zu Parasuta flagellum
- Suta gaikhorstorum Maryan, Brennan, Hutchinson & Geidans, 2020
- Suta gouldii (Gray, 1841), synonym zu Parasuta gouldii
- Suta monachus (Storr, 1964), synonym zu Parasuta monachus
- Suta nigriceps (Günther, 1863), synonym zu Parasuta nigriceps
- Suta ordensis (Storr, 1984) – Western Australia, eventuell Northern Territory
- Suta punctata (Boulenger, 1896) – Northern Territory, Queensland, Western Australia
- Suta spectabilis Krefft, 1869, synonym zu Parasuta spectabilis
- Suta suta (Peters, 1863) – New South Wales, Northern Territory, Queensland, South Australia, Victoria, Western Australia

Zahlreiche der obigen Arten wurden in der Vergangenheit der Gattung Parasuta zugeordnet, später aber wieder unter Suta gelistet.